# Фрідріх-Георг Ебергардт
Фрідріх-Георг Ебергардт (нім. Friedrich-Georg Eberhardt; 15 січня 1892, Страсбург — 9 вересня 1964, Вісбаден) — німецький воєначальник, генерал-лейтенант вермахту. Кавалер Лицарського хреста Залізного хреста.

## Біографія
11 березня 1910 року вступив в Прусську армію. Учасник Першої світової війни. Після демобілізації армії залишений в рейхсвері. З 15 жовтня 1935 по 30 вересня 1939 року — командир 44-го піхотного полку 11-ї піхотної дивізії, одночасно з травня 1939 року — керівник групи «Ебергардт» в Данцигу, а з 9 червня 1939 року — в штабі 1-го армійського корпусу. Учасник Польської кампанії. Після капітуляції польських військ у Вестерплатте в знак поваги до хоробрих захисників півострова повернув офіцерську шаблю майору Генрику Сухарському з правом її носіння в полоні. З 15 жовтня 1939 по 15 травня 1942 року — командир 60-ї піхотної (з 15 серпня 1940 року — моторизованої) дивізії. Учасник Французької і Балканської кампаній, а також Німецько-радянської війни. З 7 липня 1942 по 25 серпня 1943 року — 38-ї піхотної, з 15 вересня 1943 року — 174-ї резервної, з 5 серпня 1944 року — 286-ї охоронної дивізії. З 17 грудня 1944 року — суддя Імперського військового суду. 8 травня 1945 року взятий в полон. В 1947 році звільнений.

## Звання
- Фанен-юнкер (11 березня 1910)
- Фанен-юнкер-унтерофіцер (12 серпня 1910)
- Фенріх (16 листопада 1910)
- Лейтенант (13 вересня 1911; патент від 18 вересня 1909)
- Оберлейтенант (18 серпня 1915)
- Ротмістр (20 вересня 1918)
- Майор (1 лютого 1931)
- Оберстлейтенант (1 вересня 1933)
- Оберст (1 липня 1935)
- Генерал-майор (1 квітня 1939)
- Генерал-лейтенант (1 лютого 1941)

## Нагороди
- Залізний хрест
  - 2-го класу (1 жовтня 1914)
  - 1-го класу (26 липня 1917)
- Хрест «За заслуги у війні» (Саксен-Мейнінген) (10 березня 1916)
- Хрест «За військові заслуги» (Австро-Угорщина) 3-го класу з військовою відзнакою
- Нагрудний знак «За поранення» в чорному (27 червня 1918)
- Почесний хрест ветерана війни з мечами (15 січня 1935)
- Медаль «За вислугу років у Вермахті» 4-го, 3-го, 2-го і 1-го класу (25 років; 2 жовтня 1936) — отримав 4 медалі одночасно.
- Застібка до Залізного хреста
  - 2-го класу (16 вересня 1939)
  - 1-го класу (16 жовтня 1939)
- Данцизький хрест 1-го класу (16 жовтня 1939)
- Штурмовий піхотний знак в сріблі (1940)
- Орден «Святий Олександр», великий офіцерський хрест з мечами (Третє Болгарське царство; 15 липня 1941)
- Лицарський хрест Залізного хреста (31 грудня 1941)
- Медаль «За зимову кампанію на Сході 1941/42» (14 серпня 1942)